# Ampiacris insolita
Ampiacris insolita is een rechtvleugelig insect uit de familie Romaleidae. De wetenschappelijke naam van deze soort is voor het eerst geldig gepubliceerd in 1986 door Amédégnato & Poulain.